# U-557 (tàu ngầm Đức)
U-557 là một tàu ngầm tấn công  Lớp Type VII thuộc phân lớp Type VIIC được Hải quân Đức Quốc Xã chế tạo trong Chiến tranh Thế giới thứ hai. Nhập biên chế năm 1941, nó đã thực hiện được bốn chuyến tuần tra, đánh chìm được sáu tàu buôn với tổng tải trọng 31.729 GRT cùng một tàu chiến tải trọng 5.220 tấn. Trong chuyến tuần tra cuối cùng, U-557 bị tàu phóng lôi Ý Orione húc chìm chìm trong Địa Trung Hải về phía Tây đảo Crete vào ngày 16 tháng 12, 1941.

## Thiết kế và chế tạo

### Thiết kế

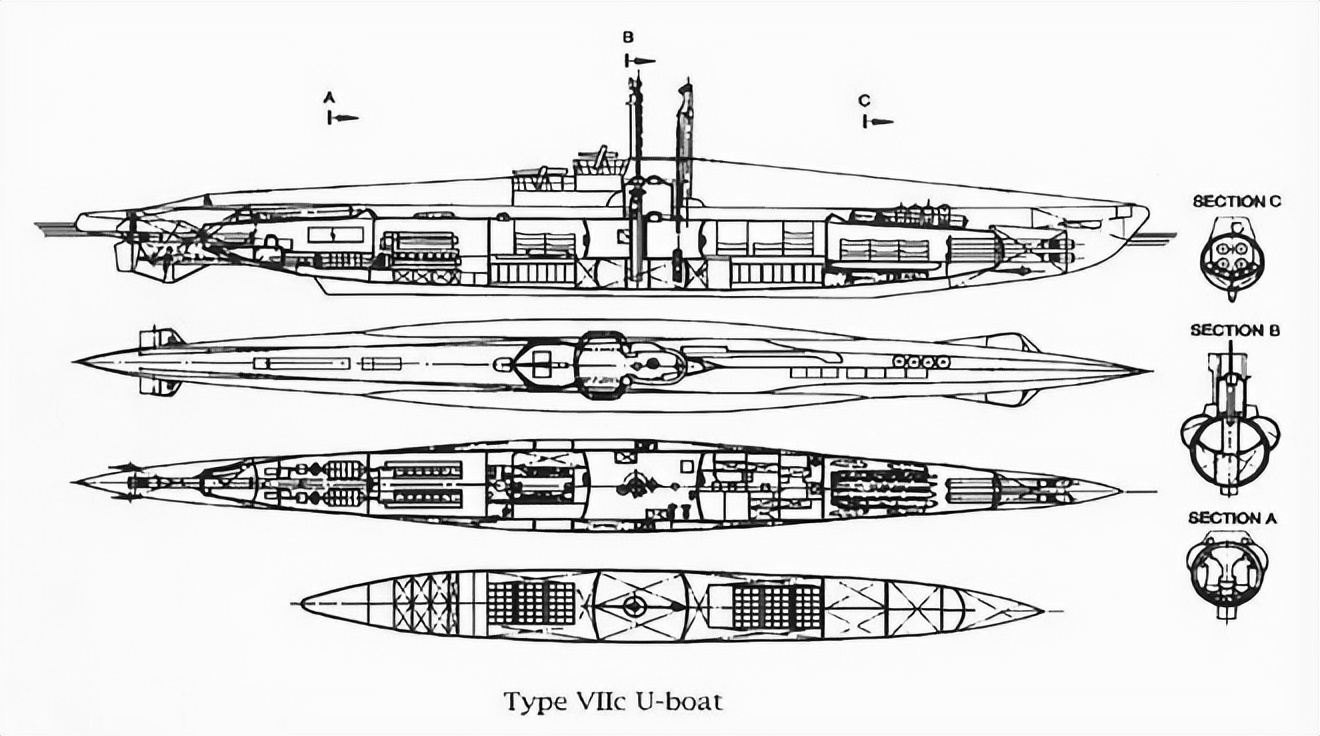
Sơ đồ các mặt cắt một tàu ngầm Type VIIC

Phân lớp VIIC của Tàu ngầm Type VII là một phiên bản VIIB được kéo dài thêm. Chúng có trọng lượng choán nước 769 t (757 tấn Anh) khi nổi và 871 t (857 tấn Anh) khi lặn). Con tàu có chiều dài chung 67,10 m (220 ft 2 in), lớp vỏ trong chịu áp lực dài 50,50 m (165 ft 8 in), mạn tàu rộng 6,20 m (20 ft 4 in), chiều cao 9,60 m (31 ft 6 in) và mớn nước 4,74 m (15 ft 7 in).
Chúng trang bị hai động cơ diesel Germaniawerft F46 siêu tăng áp 6-xy lanh 4 thì, tổng công suất 2.800–3.200 PS (2.100–2.400 kW; 2.800–3.200 bhp), dẫn động hai trục chân vịt đường kính 1,23 m (4,0 ft), cho phép đạt tốc độ tối đa 17,7 kn (32,8 km/h), và tầm hoạt động tối đa 8.500 nmi (15.700 km) khi đi tốc độ đường trường 10 kn (19 km/h). Khi đi ngầm dưới nước, chúng sử dụng hai động cơ/máy phát điện Garbe, Lahmeyer & Co. RP 137/c  tổng công suất 750 PS (550 kW; 740 shp). Tốc độ tối đa khi lặn là 7,6 kn (14,1 km/h), và tầm hoạt động 80 nmi (150 km) ở tốc độ 4 kn (7,4 km/h). Con tàu có khả năng lặn sâu đến 230 m (750 ft).
Vũ khí trang bị có năm ống phóng ngư lôi 53,3 cm (21 in), bao gồm bốn ống trước mũi và một ống phía đuôi, và mang theo tổng cộng 14 quả ngư lôi, hoặc tối đa 22 quả thủy lôi TMA, hoặc 33 quả TMB. Tàu ngầm Type VIIC bố trí một hải pháo 8,8 cm SK C/35 cùng một pháo phòng không 2 cm (0,79 in) trên boong tàu. Thủy thủ đoàn bao gồm 4 sĩ quan và 40-56 thủy thủ.

### Chế tạo
U-557 được đặt hàng vào ngày 25 tháng 9, 1939, và được đặt lườn tại xưởng tàu của hãng Blohm & Voss ở Hamburg vào ngày 6 tháng 1, 1940. Nó được hạ thủy vào ngày 22 tháng 12, 1940, và nhập biên chế cùng Hải quân Đức Quốc Xã vào ngày 13 tháng 2, 1941 dưới quyền chỉ huy của Hạm trưởng, Trung úy Hải quân Ottokar Arnold Paulssen .

## Lịch sử hoạt động
Sau khi hoàn tất việc huấn luyện trong thành phần Chi hạm đội U-boat 1, U-557 tiếp tục hoạt động trên tuyến đầu cùng đơn vị này. Nó được điều sang Chi hạm đội U-boat 29 từ ngày 5 tháng 12, 1941 để hoạt động trong khu vực Địa Trung Hải cho đến khi bị mất.

### Tai nạn trong biển Baltic
Trong giai đoạn huấn luyện và chạy thử máy kéo dài bốn tháng tại Königsberg (nay là Kaliningrad thuộc Liên bang Nga), U-557 gặp phải tai nạn trong khi lặn trong biển Baltic. Đang khi thực hành lặn, con tàu mất kiểm soát độ sâu và chúi đuôi chìm xuống đến độ sâu 142 m (466 ft), bị ngập nước và khí chlorine tiết ra từ những ắc-quy bị hư hại, có nguy cơ bị nổ, đồng thời một thủy thủ phòng máy thiệt mạng do chấn thương đầu tại phòng ngư lôi phía sau. Để chuyển bớt trọng lượng từ phía đuôi sang phía mũi tau, một dây chuyền người được hình thành để chuyền những xô nước, và sau nhiều giờ làm việc con tàu đạt được cân bằng dưới đáy biển, nhưng việc con tàu nặng hơn khoảng 40 tấn do ngập nước khiến nó không thể nổi lên mặt nước. Sau nhiều nỗ lực cuối cùng U-557 trở lên mặt nước sau 20 giờ dưới biển, và di chuyển đến Kiel.

### Chuyến tuần tra thứ nhất
U-557 khởi hành từ cảng Kiel, Đức vào ngày 13 tháng 5, 1941 cho chuyến tuần tra đầu tiên trong chiến tranh. Nó tiến ra Bắc Hải, rồi băng qua khe GI-UK giữa quần đảo Faroe và Iceland để vòng qua quần đảo Anh và hoạt động tại vùng biển Bắc Đại Tây Dương về phía Đông Nam Greenland.
Đến ngày 24 tháng 5, con tàu được lệnh hỗ trợ cho Chiến dịch Rheinübung, hoạt động của thiết giáp hạm Bismarck tại Đại Tây Dương. Nó cùng năm tàu U-boat khác được huy động để hình thành nên tuyến tuần tra về phía Tây của Pháp, nhằm phục kích tàu chiến thuộc Hạm đội Nhà đang truy đuổi Bismarck về hướng bờ biển Pháp. Bất chấp những nỗ lực trên, Hạm đội Nhà đã có thể truy vết và phát hiện chiếc thiết giáp hạm, và Bismarck bị tấn công và đánh chìm vào ngày 27 tháng 5 trong khi các tàu U-boat không thể can thiệp. Tuyến tuần tra được giải thể và U-557 được lệnh gia nhập bầy sói West để tấn công các đoàn tàu vận tải Đồng Minh tại Bắc Đại Tây Dương.
Vào ngày 29 tháng 5, U-557 phóng ngư lôi đánh chìm chiếc tàu buôn Anh Empire Storm 7.290 GRT, vốn bị tụt lại phía sau Đoàn tàu HX-128, ở vị trí về phía Nam mũi Farewell, Greenland. Đến ngày 1 tháng 6, chiếc U-boat được tiếp nhiên liệu từ tàu tiếp liệu Belchen; nhưng đến cuối ngày hôm đó Belchen bị các đơn vị Hải quân Hoàng gia Anh đánh chìm. U-557 gia nhập bầy sói West hai ngày sau đó, nhưng đơn vị đã không đánh chìm thêm được mục tiêu nào. Sau sự kiện chiếm giữ được máy Enigma cùng bảng mật mã từ tàu ngầm U-110 vào đầu tháng 5, 1941, phía Đồng Minh đã giải mã các bức điện của U-boat. Họ đã có thể chuyển hướng các đoàn tàu vận tải tránh xa các vùng biển có U-boat hoạt động, giúp giảm thiểu tổn thất.
Kết thúc chuyến tuần tra, U-557 đi đến cảng Lorient bên bờ Đại Tây Dương của Pháp đã bị Đức chiếm đóng, đến nơi vào ngày 10 tháng 7.

### Chuyến tuần tra thứ hai
U-557 có một chuyến đi ngắn từ Lorient chỉ kéo dài hai ngày vào giữa tháng 8, trước khi bắt đầu chuyến tuần tra thứ hai từ đây vào ngày 20 tháng 8; nó đã hoạt động tại vùng biển Bắc Đại Tây Dương về phía Tây Ireland (Khu vực tiếp cận phía Tây). Vào ngày 24 tháng 8, nó phát hiện và bắt đầu theo dõi Đoàn tàu OS-4 cho đến khi các tàu U-boat khác được huy động đến tăng viện. U-557 bắt đầu tấn công từ ngày 27 tháng 8, lần lượt đánh chìm các tàu buôn Na Uy Segundo 4.414 GRT và tàu buôn Anh Saugor 6.303 GRT trong khoảng từ 01 giờ 25 phút đến 01 giờ 43 phút. Sau đó chiếc tàu buôn Anh Embassage 4.954 GRT trúng ngư lôi và đắm lúc 04 giờ 26 phút; và tàu buôn Anh Tremoda 4.736 GRT bị đánh trúng lúc khoảng 02 giờ 05 phút và đắm vào ngày hôm sau. Chiếc U-boat tiếp tục dõi theo đoàn tàu, nhưng không đánh chìm thêm được mục tiêu nào khác, nên từ bỏ cuộc tấn công vào ngày hôm sau. Nó quay trở về Lorient vào ngày 19 tháng 9.

### Chuyến tuần tra thứ ba
U-557 khởi hành từ Lorient vào ngày 19 tháng 11 cho chuyến tuần tra thứ ba với nhiệm vụ chuyển sang hoạt động tại khu vực Địa Trung Hải. Nó thành công trong việc băng qua eo biển Gibraltar được lực lượng Đồng Minh phòng thủ nghiêm ngặt vào ngày 26 tháng 11, và đến ngày 2 tháng 12 đã đánh chìm chiếc tàu buôn Na Uy Fjord 4.032 GRT ở vị trí ngoài khơi Estepona. Sự kiện này đã gây ra nhiều tranh cãi ngoại giao, vì địa điểm con tàu Na Uy bị đánh chìm rõ ràng nằm trong hải phận của nước Tây Ban Nha trung lập. U-557 đi đến cảng Messina trên đảo Sicilia, Ý vào ngày 7 tháng 12.

### Chuyến tuần tra thứ tư – Bị mất
U-557 xuất phát từ Messina vào ngày 9 tháng 12 cho chuyến tuần tra thứ tư, cũng là chuyến cuối cùng, để hoạt động trong khu vực Đông Địa Trung Hải. Ở vị trí khoảng 35 nmi (65 km) về phía Tây Alexandria, Ai Cập, nó đã phối hợp với tàu ngầm Hải quân Ý Dagabur trong đêm 14/15 tháng 12 để tấn công và đánh chìm được tàu tuần dương hạng nhẹ Anh HMS Galatea tại tọa độ 31°17′B 29°13′Đ / 31,283°B 29,217°Đ, với tổn thất trên ¾ thủy thủ đoàn trên tàu.
Lúc 18 giờ 06 phút ngày 16 tháng 12, U-557 báo cáo qua vô tuyến nó còn cách cảng 18 giờ hành trình. Đúng 18 giờ 00 cùng ngày hôm đó, tàu phóng lôi Ý Orione xuất phát từ cảng Suda, Crete, hoàn toàn không biết có một tàu ngầm U-boat đang hoạt động trong khu vực. Khi hạm trưởng Orione nhìn thấy một tàu ngầm đang hướng lên phía Bắc lúc 21 giờ 44 phút, ông cho rằng đó là một tàu ngầm Anh và quyết định húc mục tiêu. U-557 đắm ngay lập tức tại tọa độ 35°31′B 23°19′Đ / 35,517°B 23,317°Đ với tổn thất toàn bộ 43 thành viên thủy thủ đoàn. Orione bị hư hại và rút lui về căn cứ.
Một cuộc điều tra của Hải quân Ý xác định vụ va chạm là một tai nạn, cho dù họ không xác định việc húc vào mục tiêu là cố ý hay do lỗi hoa tiêu. Họ cũng ghi nhận rằng thông báo của Đức về sự hiện diện của U-557 trong khu vực chỉ được gửi đến Hải quân Ý lúc 22 giờ 00, sau khi tai nạn đã xảy ra.

### "Bầy sói" tham gia
U-557 từng tham gia ba bầy sói:
- West (25 tháng 5 – 20 tháng 6, 1941)
- Bosemüller (28 tháng 8 – 2 tháng 9, 1941)
- Seewolf (2 – 15 tháng 9, 1941)

### Tóm tắt chiến công
U-557 đã đánh chìm được sáu tàu buôn với tổng tải trọng 31.729 GRT cùng một tàu chiến tải trọng 5.220 tấn:
| Ngày              | Tên tàu      | Quốc tịch              | Tải trọng | Số phận      |
| ----------------- | ------------ | ---------------------- | --------- | ------------ |
| 29 tháng 5, 1941  | Empire Storm | United Kingdom         | 7.290     | Bị đánh chìm |
| 27 tháng 8, 1941  | Embassage    | United Kingdom         | 4.954     | Bị đánh chìm |
| 27 tháng 8, 1941  | Saugor       | United Kingdom         | 6.303     | Bị đánh chìm |
| 27 tháng 8, 1941  | Segundo      | Norway                 | 4.414     | Bị đánh chìm |
| 27 tháng 8, 1941  | Tremoda      | United Kingdom         | 4.736     | Bị đánh chìm |
| 2 tháng 12, 1941  | Fjord        | Norway                 | 4.032     | Bị đánh chìm |
| 15 tháng 12, 1941 | HMS Galatea  | Hải quân Hoàng gia Anh | 5.220     | Bị đánh chìm |